# La bomba (programa de televisión)
La bomba es un programa de televisión venezolano matutino y en vivo de farándula y entretenimiento, que se transmite ininterrumpidamente desde el lunes 28 de julio de 2008 a las 11:00 por el canal de televisión, Televen. Es conducido actualmente por Andreína Castro, Adrián Lara, Adriana Peña y Aigil Gómez.
Es considerado uno de los programas hechos por el canal con mayor éxito ya que logró posicionarse como el primero en índice de audiencia en ese horario. Es completamente dedicado a la farándula y a la prensa de corazón.

## Formato
La Bomba es un programa divertido y farandulero donde todo está relacionado con los chismes más polémicos sobre las personalidades de la vida pública venezolana, es decir, cualquiera que aparezca en la portada de una revista será el detonante para enterarse de todo lo que se quiere saber.
En marzo del 2020 el programa junto con Vitrina y Lo Actual compartieron el mismo horario desde las 10:00 a. m. hasta las 12:00 m. d. hasta noviembre del mismo año. Pero en abril del 2021 regresaron compartir el horario hasta julio del mismo año que regresaron su horario actual.
En mayo de 2022 se apartaron de sus estudios con Lo Actual y usaron los pasillos del canal como Estudio Provisional hasta el 22 de julio del mismo año en el marco de sus 14 años al aire, ese mismo día con nuevo estudio y renovación de sus paquete gráfico.

## Presentadores y personal
| Actuales                                        | Actuales               | Actuales                                   |
| Nombre                                          | Período                | Papel actual                               |
| ----------------------------------------------- | ---------------------- | ------------------------------------------ |
| Andreína Castro                                 | 2017– presente         | Presentadora principal                     |
| Adriana Peña                                    | 2017– presente         | Presentadora principal                     |
| Aigil Gómez                                     | 2019 2021– presente    | Presentadora Invitada Presentadora de RRSS |
| Adrián Lara                                     | 2021– presente         | Presentador secundario                     |
| Pasados                                         |                        |                                            |
| Nombre                                          | Período                | Papel que realizó                          |
| Juan Carlos Vásquez “Doña Griselda”             | 2008– 2017             | Comentarista principal                     |
| María de los Ángeles Del Gallego "La Maracucha" | 2008– 2014             | Presentadora principal                     |
| Vanessa Carmona                                 | 2008– 2009, 2012– 2014 | Reportera y Comentarista                   |
| José Gregorio Araujo                            | 2008– 2011             | Presentador principal                      |
| Kerly Ruiz                                      | 2008– 2011             | Presentadora principal                     |
| Winston Vallenilla                              | 2009                   | Animador Invitado                          |
| Carla Field                                     | 2009– 2015, 2016– 2017 | Presentadora principal                     |
| Arnaldo Albornoz (†)                            | 2010– 2017             | Presentador secundario                     |
| Josemith Bermúdez (†)                           | 2011–2016              | Presentadora principal                     |
| Joseline Rodríguez                              | 2010– 2011             | Comentarista principal                     |
| Jesús Torres "El guaro"                         | 2011– 2013             | Animador secundario                        |
| Osman Aray                                      | 2011– 2018             | Presentador principal                      |
| Jheisson Rodríguez                              | 2013– 2018             | Periodista de sección                      |
| Charyl Chacón                                   | 2014– 2017             | Presentadora secundaria                    |
| Ángela Acosta                                   | 2014– 2015             | Presentadora secundaria                    |
| Daniel Martínez                                 | 2015– 2017             | Comentarista de sección                    |
| Orlando Suárez                                  | 2017– 2018             | Periodista de sección                      |
| Newmaker Quintero                               | 2017– 2021             | Presentador secundario                     |
| Yeimmy Rodríguez                                | 2017                   | Presentadora secundaria                    |
| Juan Solórzano "Chiky Lorens"                   | 2017– 2022             | Comentarista principal                     |

### Estadía de los Presentadores
- Presentador
- Presentador invitado
- Reportero y/o comentarista
- Periodista de sección

| Presentadores                       | Décadas/Años | Décadas/Años | Décadas/Años | Décadas/Años | Décadas/Años | Décadas/Años | Décadas/Años | Décadas/Años | Décadas/Años | Décadas/Años | Décadas/Años | Décadas/Años | Décadas/Años | Décadas/Años | Décadas/Años | Décadas/Años | Décadas/Años | Décadas/Años |
| Presentadores                       | 2000s        | 2000s        | 2010s        | 2010s        | 2010s        | 2010s        | 2010s        | 2010s        | 2010s        | 2010s        | 2010s        | 2010s        | 2020s        | 2020s        | 2020s        | 2020s        | 2020s        | 2020s        |
| Presentadores                       | 08           | 09           | 10           | 11           | 12           | 13           | 14           | 15           | 16           | 17           | 18           | 19           | 20           | 21           | 22           | 23           | 24           | 25           |
| ----------------------------------- | ------------ | ------------ | ------------ | ------------ | ------------ | ------------ | ------------ | ------------ | ------------ | ------------ | ------------ | ------------ | ------------ | ------------ | ------------ | ------------ | ------------ | ------------ |
| Andreína Castro                     |              |              |              |              |              |              |              |              |              |              |              |              |              |              |              |              |              |              |
| Adriana Peña                        |              |              |              |              |              |              |              |              |              |              |              |              |              |              |              |              |              |              |
| Aigil Gómez                         |              |              |              |              |              |              |              |              |              |              |              |              |              |              |              |              |              |              |
| Adrián Lara                         |              |              |              |              |              |              |              |              |              |              |              |              |              |              |              |              |              |              |
| Antiguos presentadores              |              |              |              |              |              |              |              |              |              |              |              |              |              |              |              |              |              |              |
| María del Gallego "La Maracucha"    |              |              |              |              |              |              |              |              |              |              |              |              |              |              |              |              |              |              |
| Kerly Ruiz                          |              |              |              |              |              |              |              |              |              |              |              |              |              |              |              |              |              |              |
| José Gregorio Araujo                |              |              |              |              |              |              |              |              |              |              |              |              |              |              |              |              |              |              |
| Carla Field                         |              |              |              |              |              |              |              |              |              |              |              |              |              |              |              |              |              |              |
| Arnaldo Albornoz (†)                |              |              |              |              |              |              |              |              |              |              |              |              |              |              |              |              |              |              |
| Josemith Bermúdez (†)               |              |              |              |              |              |              |              |              |              |              |              |              |              |              |              |              |              |              |
| Osman Aray                          |              |              |              |              |              |              |              |              |              |              |              |              |              |              |              |              |              |              |
| Jesús Torres "El Guaro"             |              |              |              |              |              |              |              |              |              |              |              |              |              |              |              |              |              |              |
| Ángela Acosta                       |              |              |              |              |              |              |              |              |              |              |              |              |              |              |              |              |              |              |
| Charyl Chacón                       |              |              |              |              |              |              |              |              |              |              |              |              |              |              |              |              |              |              |
| Newmaker Quintero                   |              |              |              |              |              |              |              |              |              |              |              |              |              |              |              |              |              |              |
| Yeimmy Rodríguez                    |              |              |              |              |              |              |              |              |              |              |              |              |              |              |              |              |              |              |
| Antiguos comentaristas              |              |              |              |              |              |              |              |              |              |              |              |              |              |              |              |              |              |              |
| Juan Carlos Vásquez "Doña Griselda" |              |              |              |              |              |              |              |              |              |              |              |              |              |              |              |              |              |              |
| Vanessa Carmona                     |              |              |              |              |              |              |              |              |              |              |              |              |              |              |              |              |              |              |
| Joseline Rodríguez                  |              |              |              |              |              |              |              |              |              |              |              |              |              |              |              |              |              |              |
| Daniel Martínez                     |              |              |              |              |              |              |              |              |              |              |              |              |              |              |              |              |              |              |
| Juan Solórzano "La Chiky Lorens"    |              |              |              |              |              |              |              |              |              |              |              |              |              |              |              |              |              |              |
| Jheisson Rodríguez                  |              |              |              |              |              |              |              |              |              |              |              |              |              |              |              |              |              |              |
| Orlando Suárez                      |              |              |              |              |              |              |              |              |              |              |              |              |              |              |              |              |              |              |

## Secciones

### Pasado
- Rápidos y Chismosos todos ustedes
- Ejercitando la sin hueso
- Acorralados
- Ídolos Inolvidables
- El mundo es un chisme
- La cinco más explotadas
- El showsero de la semana
- Los momentos de la semana
- El Reto Bomba
- Una Bomba (la buena, la mala y la fea)

### Actuales
- Tertulia Farandulera
- ¡Qué Escándalo!
- ¡Qué detallazo!
- La Alfombra Roja Bomba

## Premios
- En la Gala de los Premios Mara Internacional 2010, La Bomba recibió el Mara de Oro como Mejor programa de Farándula.
- Recibió el Premio Quetzal de México al Mejor programa de Farándula.
- Recibió el Premio Inter 2012 como Mejor programa de Variedades
- Recibió el Premio Inter 2013 como Mejor programa de Variedades
- Recibió el Mara de Oro 2013 como Mejor programa de Farándula.
- Recibió el Premio Indiscreto 2017 como Programa de Farándula del Año.
- Recibió el Premio Indiscreto 2017 como Programa Innovador del Año.
- Recibió el Premio Mara de Oro Internacional 2017 como Mejor programa de Farándula.

## Controversias
- El programa ha sido a varias veces criticado por dar informaciones erróneas o tener excesos en las opiniones emitidas por los presentadores, quienes recibieron llamados de atención por escrito, en los cuales se les pedía cordura y ponderación.
- En su primera etapa fue conducido por Kerly Ruiz, María de los Ángeles del Gallego y José Gregorio Araujo, quienes con sus críticas tuvieron cierta antipatía de los artistas venezolanos, teniendo en ocasiones "pleitos" con los reporteros y presentadores.[4]
- La salida de varias presentadoras siempre ha generado noticias debido a como estas se suelen tratar detrás de cámara,[5][6] además de varias salidas o despedidas de las mismas en el programa.[7]
- El 15 de enero de 2017 fue asesinado Arnaldo Albornoz, quien se había desempeñado en el personal del programa por 8 años. Albornoz era esperado por unos sujetos que se trasladaban en un carro y una moto; se presume que al momento de ser abordado y no detener el automóvil, estos accionaron sus armas y efectuaron cuatro disparos. Al ser herido aceleró, y posteriormente colisionó su vehículo contra una camioneta que estaba próxima a la entrada del recinto.[8]
- El 29 de junio de 2017 la directiva de Televen decidió despedir Juan Carlos Vásquez, quien manejaba al personaje de “Doña Griselda”, Carla Field y Yeimmy Rodríguez. El motivo de la decisión, según informaron en un comunicado, obedece a que los animadores no cumplieron con su deber de presentarse a tiempo en el programa e infringieron en varias cláusulas del contrato.[9]